# Boothbay
Boothbay város az USA Maine államában, Lincoln megyében. Lakosainak száma 3003 fő (2020. április 1.).

## Népesség
A település népességének változása:

| 2010 | 3 120 |
| 2020 | 3 003 |